# Mosinee (thị trấn), Wisconsin
Mosinee là một thị trấn thuộc quận Marathon, tiểu bang Wisconsin, Hoa Kỳ. Năm 2010, dân số của thị trấn này là 2.102 người.